# René Ferrier
René Ferrier, né le 7 décembre 1936 à Thionne (Allier) et mort le 15 septembre 1998 à Saint-Étienne, est un footballeur international français qui évoluait au poste de milieu de terrain.

## Biographie
Il est sélectionné à 24 reprises en équipe de France et participe au championnat d'Europe 1960.
Ils sont une bande de jeunes joueurs en 1957 sous la houlette de Jean Snella à conduire l’AS Saint-Étienne à son premier titre de championne de France. Ces premiers héros stéphanois sont les frères Michel et Richard Tylinski, René Domingo, Georges Peyroche, Rachid Mekhloufi et Ferrier. Ce dernier naît à Thionne dans l’Allier en 1936 et découvre le football à Cusset, sous la direction d’Édouard Waggi. Pierre Garonnaire le repère alors qu’il gagne la Coupe nationale des cadets avec l’Auvergne en 1953. La quasi-intégralité de sa carrière professionnelle est dévouée au maillot vert. Il est de toutes les aventures : le titre en 1957, la victoire en Coupe de France en 1962, la descente en D2 et le titre, l’année de la remontée en 1964. Athlétique, altruiste, enthousiaste, René Ferrier possède toutes les qualités pour jouer dans l’entre-jeu. Sélectionné 24 fois en équipe de France, il est un professionnel exemplaire. Sa discrétion ne lui offre pas la place qu’il mérite dans l’histoire du football français. La génération beaucoup plus glorieuse des Jean-Michel Larqué, Hervé Revelli lui succède en 1967. Très attaché à Saint-Étienne, il s’y éteint en 1998.

## Carrière
- 1942-1954 :  SCAC  Cusset
- 1954-1965 :  AS Saint-Étienne
- 1965-1969 :  SC Bastia[2]

## Palmarès

### AS Saint-Étienne
- Champion de France en 1957 et en 1964
- Vainqueur de la Coupe de France en 1962
- Vainqueur du Challenge des Champions en 1957 et 1962
- Champion de France de Division 2 en 1963
- Champion de France amateurs en 1956
- Finaliste de la Coupe de France en 1960
- Vainqueur de la Coupe Charles Drago en 1958

### SEC Bastia
Champion de France de Division 2 en 1968

## Statistiques
- 259 matches et 34 buts en Division 1
- 126 matches et 26 buts en Division 2
- 4 matches et 1 but en Coupe d'Europe des Clubs Champions
- 4 matches en Coupe d'Europe des Vainqueurs de Coupe
- 2 matches en équipe de France D2 en 1963, les 2 fois comme capitaine
- 4 matches en équipe de France Amateurs en 1956
- 2 matches en équipe de France Militaires
- 8 matches en équipe de France B, dont 2 fois comme capitaine
- 24 sélections en équipe de France entre 1958 et 1964[3]
- Participation au Championnat d'Europe des Nations en 1960 (4e)

## Anecdote
Le 3 septembre 1968, il devient le premier buteur de l'histoire du Sporting Club de Bastia en première division, lors du match Nice-Bastia (2-2).